# Piero de Magnesia
En la mitología griega, Piero (griego antiguo: Πίερος Píeros) era el hijo del tesalo Magnes.  Fue amante de la musa Clio y padre de Jacinto en algunas narraciones.
Piero fue encantado por la musa Clio por orden de Afrodita, que los inspiró con su pasión, como castigo por burlarse de su relación con Adonis.